# Бутлеров, Владимир Александрович
Влади́мир Алекса́ндрович Бу́тлеров (1864—1934) — член Государственного совета Российской империи, действительный статский советник, помещик и предприниматель.

## Биография
Родился в Казани 3 (15) апреля 1864 года в семье русского химика Александра Михайловича Бутлерова (1828—1886). Мать Владимира — Надежда Михайловна Глумилина (в замужестве — Бутлерова; 1828—1886), племянница С. Т. Аксакова. Имел старшего брата — Михаила Александровича Бутлерова (1853—1931).
С серебряной медалью в 1883 году окончил Ларинскую гимназию. В 1888 году со званием кандидата окончил естественное отделение физико-математического факультета Санкт-Петербургского университета.
В 1888 году поступил на военную службу в 1-й артиллерийскую бригаду. В 1889 году был уволен в запас прапорщиком. В течение двух лет служил земским начальником 2-го участка Псковского уезда Псковской губернии; позже 2-го участка Нолинского уезда Вятской губернии. В 1892 году Бутлеров подал прошение об отставке.
Выйдя в отставку, поселился в своём имении в Городищенском уезде Пензенской губернии и занялся сельским хозяйством. Он был крупным землевладельцем, ему принадлежала земля в Симбирской и Пензенской губерниях: 3221 десятин в 1906 году, и 2441 десятин в 1907 году; на 1916 год в Вологодской губернии — 1928 десятин собственной земли и 59915 десятин на посессионном праве; в 1910 году он получил концессию на строительство Томашевской железной дороги; имел два лесопильных завода. На арену общественной деятельности он вступил в качестве гласного Городищенского уездного земства. С 1896 года — директор Городищенского уездного тюремного отделения. Более 20 лет он был почётным мировым судьёй по Городищенскому уезду. В 1897—1900 годы — земский начальник 4-го участка Городищенского уезда. В 1899—1911 годах Бутлеров — Городищенский уездный предводитель дворянства.
В. А. Бутлеров был членом «Кружка дворян, верных присяге»; участником 8-го и 9-го съездов Объединённого дворянства. В это время при его содействии сильно увеличилось количество школ, были повышены зарплаты учителям. Под его руководством велись выборы в 1-ю Государственную думу; 12 апреля 1906 года он был избран в члены Государственного совета Российской империи от земства Пензенской губернии; в 1909, 1912 и 1915 годах был переизбран по причине истечения полномочий. Входил в Правую группу, в 1911 году перешёл в группу Правого центра. В 1906 и в 1907 годах он был членом постоянной Комиссии личного состава и внутреннего распорядка. Член особых комиссий по законопроектам: «Об изменении и дополнении некоторых постановлений, касающихся крестьянского землевладения» в 1909 году, «Об установлении нормальных цен для строительных операций по водным и шоссейным сообщениям» в 1909 году, «О преобразовании местного суда» в 1910 году, «О землеустройстве» в 1910 году, «Об установлении Правил для найма торговых служащих» в 1912 году. 17 августа 1915 года Бутлеров был избран от Государственного совета Российской империи членом Особого совещания для обсуждения и объединения мероприятий по перевозке топлива, продовольствия и военных грузов.
Поддержал Столыпинскую аграрную реформу, и положительно отнесся к указу 9 ноября 1906 года «О дополнении некоторых постановлений действующего закона, касающихся крестьянского землевладения и землепользования», провозгласившему право крестьян на закрепление в собственность их надельных земель.
Был награждён орденами Св. Анны 2-й степени (1902) и Св. Владимира 4-й (1907) и 3-й (1909) степеней.
Был женат и имел троих детей.
Умер в 1934 году.